# Nykarleby landskommun

Nykarleby landskommuns vapen, planerad av Carol Hedberg efter monogrammen av kungen Karl IX

Nykarleby landskommun (finska: Uudenkaarlepyyn maalaiskunta) var en självständig socken i Österbotten i Finland från 1620 till början av 1975. Församlingen var samma med staden. Den grundades i samma gång som Nykarleby stad, och slutligen förenades till staden. Den var nästan totalt svenskspråkig. Lappo å rinner genom området. Slaget vid Jutas hände där. Där fanns också Kovjoki järnvägsstation, som verkar nu som museum.
Kommunen inkorporerades 1 januari 1975 i Nykarleby stad.

## Byar
Nykarleby kyrkoby, Kovjoki, Forsby, Markby, Ytterjeppo, Socklot.